# 1632.
◄ | 16. stoljeće | 17. stoljeće | 18. stoljeće | ►
◄ | 1600-ih | 1610-ih | 1620-ih | 1630-ih | 1640-ih | 1650-ih | 1660-ih | ►
◄◄ | ◄ | 1629. | 1630. | 1631. | 1632. | 1633. | 1634. | 1635. | ► | ►►
Arhitektura • Astronomija • Glazba • Kazalište • Kiparstvo • Knjige • Književnost • Kršćanstvo • Medicina • Politika • Pravo • Promet • Slikarstvo • Znanost

## Rođenja
- 29. kolovoza – John Locke, engleski filozof i empirist († 1704.)
- 24. listopada – Antony van Leeuwenhoek, nizozemski trgovac i znanstvenik († 1723.)
- 31. listopada (kršten) – Johannes Vermeer, nizozemski slikar († 1675.)[1]
- 24. studenog – Baruch de Spinoza, nizozemski filozof († 1677.)

## Vanjske poveznice
|  | Zajednički poslužitelj ima još gradiva o temi 1632. |